# A Ulloa
A Ulloa egy comarca (járás) Spanyolország Galicia autonóm közösségében, Lugo tartományban. Székhelye .

## Települések
- Antas de Ulla
- Monterroso
- Palas de Rei